# Ruzsa Ignatova
Ruzsa Ignatova (bolgár nyelven: Ружа Игнатова) (Szófia, 1980. május 30. –) bolgár elítélt bűnöző. Leginkább az OneCoin piramisjátékról ismert, amit a New York Times „a történelem egyik legnagyobb csalásának” nevezett.
Róla készítette a BBC a The missing Cryptoqueen (Az eltűnt kriptokirálynő) című podcast sorozatát, a The Times pedig rendszeresen „csalókirálynőként” hivatkozott rá.
2017 óta szökésben van számos hatóság, többek között az FBI elől. Távollétében az amerikai hatóságok elítélték elektronikus pénzügyi csalás, tőzsdei csalás és pénzmosás bűncselekményekben.

## Életrajza
Szófiában született, tízéves korában családjával Németországba emigráltak; gyermekkorát a Baden-Württemberg-beli Schrambergben töltötte. 
2005-ben a Konstanzi Egyetemen PhD-fokozatot szerzett polgári jogból, disszertációjában (Art. 5 Nr. 1 EuGVO – Chancen und Perspektiven der Reform des Gerichtsstands am Erfüllungsort) a törvényi ellentmondás esetén eljáró bíráskodást (lex causae) vizsgálva. 
Állítása szerint az Oxfordi Egyetemen is tanult.
2012-ben Németországban csalásért elítélték, mert apjával, Plamen Ignatovval megvásároltak egy kohászati céget, mely utána gyanús körülmények között csődöt jelentett; büntetése felfüggesztett 14 havi börtön volt. A vagyonbiztos egymillió euro ellopásával vádolta meg.
2013-ban a rövid életű BigCoin kriptovalutával való próbálkozása után 2014-ben megalapította a OneCoin nevű piramisjátékot a BigCoin egyik partnerével, Sebastian Greenwooddal. Bár 2015 óta felmerült a pénzügyi csalás vádja, még 2016-ban is több, mint évi 35 millió bolgár leva (6,4 milliárd forint) értékben vásárolt Ignatova és az OneCoin bolgár ingatlanokat.
2017-ben, az ellene kiadott körözéssel egy időben nyoma veszett. 2019-ben testvére, Konstantin Ignatov bűnösnek vallotta magát csalásban és pénzmosásban, a OneCoin üzlettel kapcsolatban.
Ruzsa volt férje a németországi Frankfurtban ügyvéd a Linklaters cégnél. Lányuk 2016-ban született.